# Hitoshi Sasaki (fodboldspiller, født 1973)
Hitoshi Sasaki (født 9. juli 1973) er en tidligere japansk fodboldspiller.
Han har spillet for flere forskellige klubber i sin karriere, herunder Bellmare Hiratsuka og Avispa Fukuoka.